# Jiro Wang
Jiro Wang, född 24 augusti 1981, är en taiwanesisk fotomodell, skådespelare och sångare. Wang är en av fyra medlemmar i bandet Fahrenheit, och han sjunger även solo. Han är känd för sin medverkan i flera taiwanesiska TV-serier, så som It Started With a Kiss, KO One och Hanazakarino Kimitachihe.

## Karriär
Wang fick sitt genombrott som skådespelare åren 2005–2006, och har medverkat i ungefär 30 taiwanesiska TV-serier och ett mindre antal filmer. Som sångare har han släppt både soloalbum och med bandet Fahrenheit. Många låtar som Wang sjunger i finns med i soundtracket på TV-serier som han skådespelat i.

### Internationellt
När Transformers: Age of Extinction skulle rollsätta, ordnades en tävling för kinesiska skådespelare som ville ha en roll i filmen. Wang röstades fram som mest önskad att spela en action-roll i filmen. Wang gick sedan ur tävlingen eftersom det krockade med en annan roll. 2017 medverkade han i den amerikanska filmen Security.

## TV-serier i urval
- It Started With a Kiss (2005)
- KO One (2005)
- Hanazakarino Kimitachihe (2006)
- They Kiss Again (2007)
- ToGetHer (2009)
- Fabulous Boys (2013)
- The Crossing Hero (2015)